# Biloxi (langue)
Pour les articles homonymes, voir Biloxi.
Le biloxi est une langue amérindienne de la famille des langues siouanes du sous-groupe des langues siouanes de la vallée de l'Ohio, parlée en Louisiane et au Texas.
La langue est éteinte depuis le XIXe siècle.

## Histoire des Biloxis
La première mention des Biloxis date de 1702. Un voyageur français, Iberville, les rencontre sur la Pascagoula, près de la baie de Mobile dans le Sud du Mississippi.
En 1763, après la prise de Pensacola par les Anglais, certains Biloxis suivent les Français en Louisiane. À partir de ce moment, la tribu se disperse : certains sont signalés dans le Sud-Est du Texas, d'autres vivent parmi les Caddos et les Choctaws en Oklahoma. Cependant la plupart vivent en Louisiane.

## Une langue siouane
On a longtemps pensé que les Biloxis était de langue muskogéenne. Mais en 1886, l'anthropologue Albert Samuel Gatschet découvre des locuteurs dans la paroisse des Avoyelles en Louisiane et comprend vite que la langue appartient à la famille siouane.
Après lui, James Owen Dorsey, étudie la langue, et collecte mots et textes. Les derniers mots de biloxi recueillis le sont par Mary R. Haas et Morris Swadesh en 1934, à Port Arthur, au Texas.